# Simonsberg
Simonsberg est une commune de l'arrondissement de Frise-du-Nord, Land de Schleswig-Holstein.

## Géographie
La commune se situe environ à huit km au sud-ouest de Husum, sur la presqu'île d'Eiderstedt (de), sur la mer du Nord. À l'est passent la Bundesstraße 5, la Grüne Küstenstraße (de) entre Husum et Heide.

## Histoire
Simonsberg, fondé par Oluf Ier de Danemark, appartient avec Lundenberg et Padelack au hundred de Lundenberg. Le village était relié à Strand (de) jusqu'à une onde de tempête en 1338, alors qu'il fut séparé d'Eiderstedt (de) par l'Eider. Avec la création d'Adolfskoog en 1579 et d'Obbenskoog en 1565, ils sont reliés.
Simonsberg est détruit par trois fois par une onde de tempête et reconstruit plus dans les terres. Après l'inondation de 1634, les trois églises paroissiales sont détruites, en 1657 une seule est reconstruite sur une hauteur en 1657.
Les inondations de 1717 et 1718 font perdre 1 500 hectares. Ces terrains ne seront réhabilités qu'un siècle et demi après.
En 1860, Simonsberg est reconstruit sans être aussi grand qu'avant.
Dans le cadre du programme de terre-pleins soutenu par l'idéologie Blut und Boden, on construit de nouveaux polders. La dernière inondation destructrice a lieu en 1962, depuis, un polder de 30 ha de réserve et 170 supplémentaires doit récupérer les eaux en trop. La digue porte le nom de "Deich 163" en hommage au 163e Panzergrenadier.